# Moulin à vent (jouet)
Pour les articles homonymes, voir Moulin à vent.

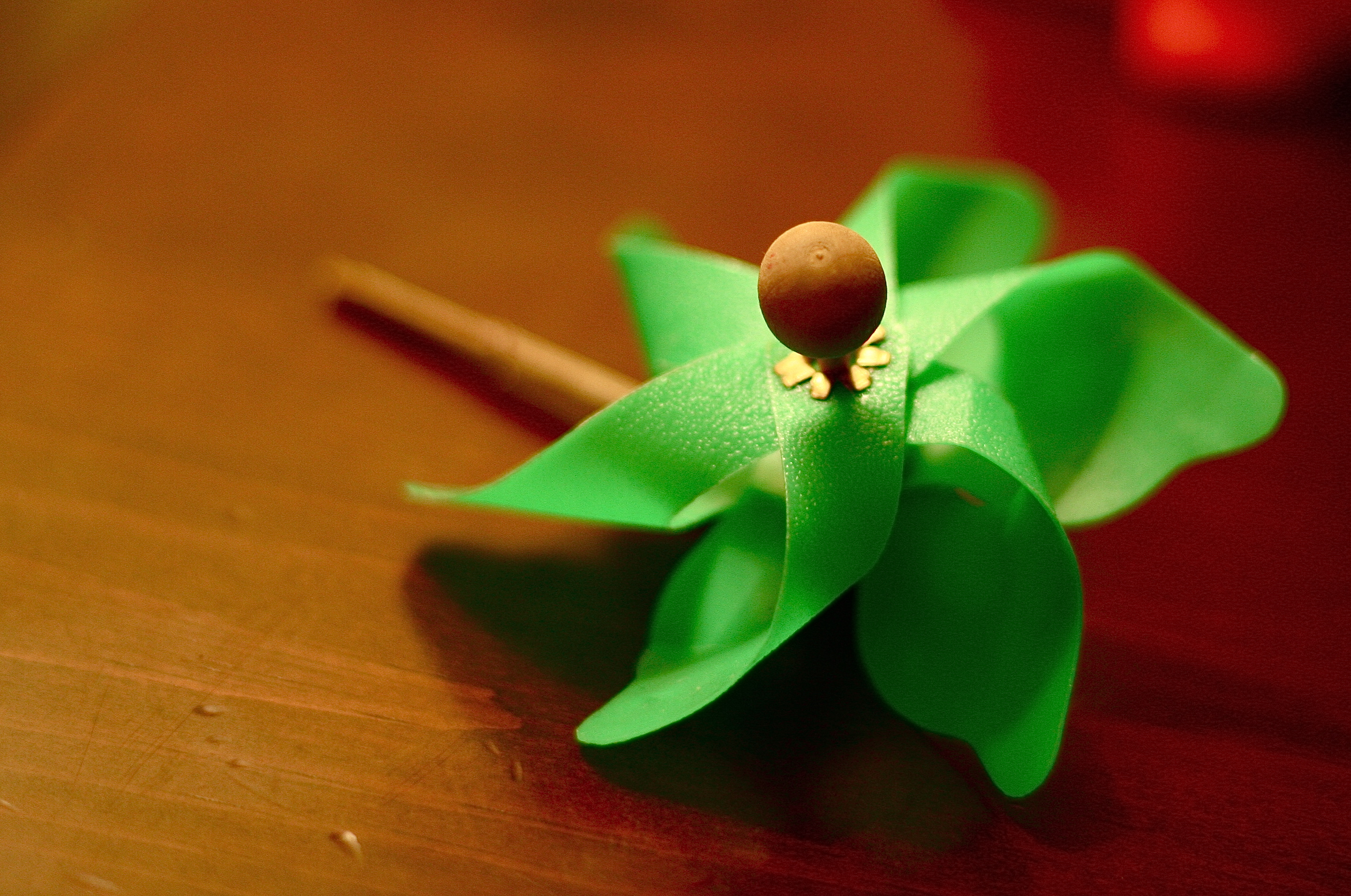
Un moulin à vent.

Un moulin à vent ou moulinet, aussi appelé roue à vent, et virevent au Québec, est un jouet composé d'une roue munie de pales en papier ou en plastique, dont l'axe est fixé à un bâtonnet. Sa forme lui permet de tourner sous l'effet du vent ou quand on souffle dessus.

## Histoire
Des dessins du XIVe siècle représentent des moulins à vent avec des ailes en parchemin.

## Dans la culture
Dans l'œuvre de Rabelais, le géant Gargantua reçoit pour son anniversaire un tel jouet fabriqué avec "des ailes d'un moulin à vent de Mirebalais", c'est-à-dire aux dimensions d'un véritable moulin. Le terme utilisé par Rabelais pour le moulinet est virolet (parfois orthographié virollet), qui a des connotations sexuelles liées au phallus et à la vérole (Panurge a la devise "il faut que le virolet trotte").